# Macaranga stipulosa
Macaranga stipulosa är en törelväxtart som beskrevs av Johannes Müller Argoviensis. Macaranga stipulosa ingår i släktet Macaranga och familjen törelväxter.
Artens utbredningsområde är Samoa. Inga underarter finns listade i Catalogue of Life.